# Every You Every Me
Every You Every Me este cel de-al nouălea single al trupei de rock alternativ Placebo, lansat pe 25 ianuarie 1999, și cel de-al treilea single de pe albumul Without You I'm Nothing. A atins poziția 11 în topul britanic, și este considerat a fi un cântec reprezentativ pentru trupă, alături de „Nancy Boy” și „Special K”. Este nelipsit din concertele trupei.
Piesa a fost inclusă pe coloana sonoră a filmului Cruel Intentions, Referitor la asta, Brian Molko își amintește: „Cunosc originalul (Les liaisons dangereuses) și-am urmărit cu toții filmul în autobuzul cu care mergeam în turneu atunci când au vrut să ne folosească cântecul. Am spus: 'Dacă el (adică Sebastian, personajul interpretat de Ryan Phillippe) nu moare la sfârșit, dacă va fi un sfârșit fericit, atunci nu o facem.'” Subiectul filmului este povestea unui pariu cinic pus de către eroii principali, Kathryn Merteuil și Sebastian Valmont, frați vitregi, care are ca miză virginitatea unei fete, Annette. Cântecul se potrivește bine în acest cadru.
Melodia are două variante diferite, una care apare pe albumul Without You I'm Nothing, și alta, „single mix”, ce poate fi găsită atât pe coloana sonoră a filmului Cruel Intentions, cât și pe colecția de single-uri Once More With Feeling.

## Lista melodiilor

Coperta „Every You Every Me CD 2”

### CD1
1. „Every You Every Me” (Single mix)
2. „Nancy Boy” (Blue Amazon mix)
3. „Every You Every Me” (Scourge mix)

### CD2
1. „Every You Every Me”
2. „Every You Every Me” (Sneaker mix)
3. „Every You Every Me” (BIR mix)

## Despre versuri
Suckerlove (cuvântul care apare în toate cele patru strofe ale piesei) desemnează o persoană credulă în ceea ce privește relațiile de dragoste. În acest cântec, personajul se servește ca de un obiect sexual de cel care este îndrăgostit de el, profitând de sentimentele celuilalt pentru a-și satisface plăcerea înainte de a se debarasa de el fără scrupule. Aceasta este tema cântecului: cineva care se joacă cu sentimentele partenerului.
O descriere perfectă a celor doi se regăsește și în versul „Like the naked leads the blind”, o aluzie la o fabulă despre uniunea paraliticului și a orbului - fiecare împrumută celuilalt ceea ce acesta din urmă nu are. Însă uniunea dintre doi infirmi nu poate avea alt sfârșit decât eșecul, și asta se înțelege și aici. Cele două personaje sunt „infirme” în privința sentimentelor: unul e prea lipsit de scrupule, iar celălalt prea naiv. Cel lipsit de scrupule oferă însă la un moment dat celuilalt ocazia de a se răzbuna: „I serve my head up on a plate”; însă acest lucru nu reprezintă decât o consolare minoră, pentru că răul a fost deja făcut.

## Despre videoclip
Există două variante ale videoclipului la această piesă, ambele fiind filmate la Brixton Academy, Londra, în timpul unui concert Placebo. Singura diferență este că într-una din variante sunt inserate imagini din Cruel Intentions și în cealaltă nu. Trupa consideră acest videoclip drept destul de reprezentativ pentru ceea ce se întâmplă la un concert Placebo. Brian Molko își amintește că, după ce a vizionat clipul pentru prima oară, a rămas uimit văzând cât de puțin se mișca pe scenă - lucru pe care a încercat să îl corecteze de atunci.
A mai existat și un al doilea videoclip la această piesă, care era „despre gemeni”, din spusele lui Molko; acest videoclip a fost însă interzis de către management.

## Poziții în topuri
- 11 (Marea Britanie)